# The Launching
"The Launching" is de 26e aflevering van de televisieserie Captain Scarlet and the Mysterons, een sciencefictionserie waarin gebruikgemaakt wordt van de poppenspeltechniek supermarionation. De aflevering werd voor het eerst uitgezonden op ATV Midlands in Engeland op 2 april 1968. Qua productievolgorde was het echter de vijftiende aflevering.

## Verhaal
Bij het kantoor van de Tribune krant vertrekt journalist Mervin Brand met een jet naar een nieuwsconferentie met de President van de Verenigde Staten. Hij krijgt van de luchtverkeersleiding de waarschuwing dat er een onweersbui boven Ohio hangt en gaat hoger vliegen, maar desondanks komt hij in de storm terecht. Hij wordt gedood door een blikseminslag en zijn vliegtuig stort neer. De Mysteronringen dupliceren zowel het vliegtuig als Mervin.
Via een radiobericht laten de Mysterons weten dat ze President Roberts zullen vernietigen binnen twaalf uur. In Cloudbase beveelt Colonel White Scarlet om de President op te zoeken en te zorgen dat hij de ernst van de situatie begrijpt. Blue en Ochre krijgen de opdracht om een veiligheid cordon op te stellen rond het huidige verblijf van de president terwijl de Spectrum Angels het luchtruim in de gaten houden.
Scarlet heeft moeite de President te overtuigen, aangezien hij volgens eigen zeggen elke dag bedreigd wordt. Bovendien moet hij volgens zijn drukke agenda die dag een schip te water laten. Hij komt pas tot inkeer als Scarlet hem eraan herinnert dat de Mysterons ook al de Directeur-Generaal van de Verenigde Aziatische Republiek hebben vermoord (aflevering: "Winged Assassin"). Roberts staat er echter op zijn wekelijkse nieuwsconferentie te houden. Scarlet gaat hiermee akkoord, maar wel zullen alle aanwezigen worden gescand met een Mysterondetector voordat ze het gebouw in gaan.
De Mysteron-Brand komt aan in het beschermde luchtruim van het presidentiële verblijf en wordt geconfronteerd door de Angels. Ervan overtuigd dat de Angels geen ongewapende vliegtuigen zullen neerhalen, negeert hij Symphony Angel’s bevelen van koers te veranderen. Pas wanneer Harmony Angel een waarschuwingsschot lost, geeft hij toe. Hij landt op een vliegveld in de buurt en gaat over de weg verder.
Met nog maar 1 uur te gaan voordat de tijdslimiet afloopt, die de Mysterons hebben gegeven, begint Roberts zijn nieuwsconferentie. Brand arriveert bij het Presidentele verblijf. Vanaf een afstand geeft Captain Black hem het bevel de President te vermoorden. Net als Ochre Brand wil scannen met de Mysterondetector, gaat deze er snel vandoor.
Nog vijftien minuten voor de tijdslimiet gelooft Roberts niet dat er nog een Mysteronaanval zal komen en sluit de conferentie af. Blue laat Scarlet weten over Brand, maar deze ziet de auto niet als een bedreiging omdat hij juist van het gebied wegreed. Ondertussen wil Roberts naar de tewaterlating. Wanneer Scarlet dit weigert, onthult de President waarom hij per se naar de tewaterlating wil: het schip dat daar gedoopt wordt zal naar hem vernoemd worden. Scarlet beseft daardoor dat de Mysteronaanval misschien niet tegen “de menselijke” President Roberts is gericht, maar tegen “het schip” President Roberts. Hij haast zich naar de scheepswerf met een Spectrum Saloon.
Bij het waterfront zijn de vicepresident van de Trans-Pacific Shipping Corporation en zijn vrouw aanwezig, klaar om “de President Roberts” te dopen. Het schip zal het grootste en snelste atoomschip zijn dat er bestaat. Brand is een oude vriend van de vicepresident en krijgt een warm welkom wanneer hij arriveert. Hij doet alsof hij foto’s maakt, maar staart in werkelijkheid naar de champagnefles, waarvan de inhoud door de Mysteronringen wordt veranderd in een explosief mengsel. Scarlet stormt de kamer binnen. Brand trekt een pistool, maar Scarlet is hem voor en schiet Brand neer. De scheepswerf wordt in alle haast geëvacueerd. Brand leeft echter nog en laat de fles champagne los. De bom heeft echter een te kort bereik en slingert terug, waarna hij recht in het gezicht van Brand en Scarlet afgaat.
Een week later kijkt President Roberts terug op de mislukte Mysteronaanslag en Captain Scarlet’s moed. Hij is zwaar verbaasd dat Scarlet de explosie van de champagnebom heeft overleefd en zelfs geen tekenen van fysiek verwondingen vertoont.

## Rolverdeling

### Reguliere stemacteurs
- Captain Scarlet — Francis Matthews
- Captain Blue — Ed Bishop
- Colonel White — Donald Gray
- Lieutenant Green — Cy Grant
- Destiny Angel — Liz Morgan
- Symphony Angel — Janna Hill
- Harmony Angel — Lian Shin
- Captain Black / Stem van de Mysterons — Donald Gray

### Gastrollen
- Mervin Brand — Gary Files
- President Roberts — David Healy
- Vicepresident — Martin King
- Vrouw van de vicepresident — Sylvia Anderson
- Operator, Tribune Control — Jeremy Wilkin

## Trivia
- Hoewel ze al in de aftiteling van 20 afleveringen werd vermeld, is dit de enige aflevering waarin Lian Shin daadwerkelijk de stem van Harmony Angel doet. In alle andere afleveringen was dat Liz Morgan.
- In een verwijderde scène bespraken Harmony en Symphony dat President Roberts afkomstig is uit Symphony’s thuisstad.